# Engelberg (bei Engelbach)
Der Engelberg ist eine 421,6 m ü. NHN hohe Mittelgebirgserhebung im hessischen Landkreis Marburg-Biedenkopf. Er befindet sich in unmittelbarer Nachbarschaft zum Ort Engelbach und zählt zu den waldreichen südöstlichen Ausläufern des Rothaargebirges.